# Théorie des tissus coûteux
 (septembre 2021).
La théorie des tissus couteux est une théorie qui explique l'évolution du cerveau humain en reliant la taille du cerveau à la longueur du tractus gastro-intestinal,. Le plus gros est le cerveau, le plus petit est le tractus gastro-intestinal. Cela permettant d'éviter un taux métabolique basal plus élevé via une simple redistribution des besoins.

## Critique
Une étude n'a pas trouvé de lien entre le volume du cerveau et la longueur du tractus gastro-intestinal. La seule corrélation trouvée de l'étude est entre la masse du cerveau et la masse des tissus adipeux.